# Balian de Beirut
Balian d'Ibelin, senyor de Beirut (Balian de Beirut), mort el 1247, fou fill de Joan d'Ibelin (Joan I el Vell senyor de Beirut) i Melisenda d'Arsuf.
Va succeir el seu pare en la senyoria de Beirut i va continuar liderant a la noblesa en la Guerra dels Llombards contra els partidaris de l'emperador Frederic II Hohenstaufen.
Des de jove havia estat educat com a guerrer. En 1232 en la batalla d'Agridi, encara que deuria estar en la rereguarda al costat del seu pare i el rei de Xipre, va passar al capdavant, al costat d'Hug d'Ibelin i Anceau de Brie, comandants del primer i segon batalló. En la batalla, Balian va guanyar fama repel·lint els atacs dels Llombards. Una història narrada en la "Gesta dels Xipriotes" diu que Balián es va enfrontar a un cavaller llombardo tan dur que fins i tot el va desmuntar del cavall.
Balian i la seva família van estar el 1242 en el setge de Tir. Al costat de Felip de Novara i Felip de Montfort va contractar mercenaris per enfrontar-se al setge.
Es va casar en 1229 amb Esquiva de Montbéliard i va tenir a:
- Balian, mort de nen.
- Hug d'Ibelin (1231 † 1254), casat el 1251 amb Maria de Montbéliard.
- Joan d'Ibelin o Joan II de Beirut († 1264).
- Isabel d'Ibelin, casada en 1250 amb Enric I Embriaco († 1271).